# Catalina Castaño
Catalina Castaño Alvarez (Pereira, 7 juli 1979) is een voormalig professioneel tennisspeelster uit Colombia. Castaño werd professional in januari 1998 en ging in 2014 met pensioen.

## Loopbaan
Catalina Castaño begon met tennissen op tienjarige leeftijd en wordt sinds 2004 gecoacht door Pablo Giacopelli. Haar favoriete ondergrond is gravel.
Tijdens haar loopbaan wist Castaño geen WTA-enkelspeltoernooien te winnen. Wel was zij tweemaal verliezend finaliste en bereikte zij driemaal een halve finale (Bogotá 2002, Seoel 2005 en Canberra 2006). In juli 2006 bereikte zij haar hoogste WTA-ranglijstpositie: de 35e plaats.
In het dubbelspel bereikte zij in 2012 de finale van het toernooi van Båstad, samen met landgenote Mariana Duque Mariño – zij wonnen het toernooi in de match-tiebreak. In 2013 won zij met dezelfde partner het toernooi van Cali. In dat jaar begon zij (na een pauze van vier jaar) ook weer aan grandslamtoernooien deel te nemen. In juli 2013 bereikte zij haar hoogste WTA-ranglijstpositie: de 71e plaats.

## Posities op deWTA-ranglijst
Positie per einde seizoen:
| jaar | rang enkelspel | rang dubbelspel |
| ---- | -------------- | --------------- |
| 1996 | 841            | –               |
| 1997 | 932            | –               |
| 1998 | 509            | 500             |
| 1999 | 226            | 458             |
| 2000 | 143            | 437             |
| 2001 | 122            | 316             |
| 2002 | 201            | 361             |
| 2003 | 133            | –               |
| 2004 | 110            | 305             |
| 2005 | 59             | 236             |
| 2006 | 55             | 144             |
| 2007 | 115            | 91              |
| 2008 | 147            | 163             |
| 2009 | 219            | 280             |
| 2010 | 183            | 455             |
| 2011 | 251            | 238             |
| 2012 | 236            | 96              |
| 2013 | 196            | 103             |
| 2014 | 1073           | 522             |

## Palmares
| Legenda                | Legenda                  |
| ---------------------- | ------------------------ |
| Grandslamtoernooi      |                          |
| Olympische Spelen      |                          |
| Year-End Championships |                          |
| tot 2009               | 2009 – 2020 / vanaf 2021 |
| Tier I                 | Premier Mandatory        |
| Tier II                | Premier Five / WTA 1000  |
| Tier III               | Premier / WTA 500        |
| Tier IV & V            | International / WTA 250  |
|                        | Challenger / WTA 125     |

### WTA-finaleplaatsen enkelspel
| nr.              | finale     | toernooi      | tegenstandster           | score    |         |
| ---------------- | ---------- | ------------- | ------------------------ | -------- | ------- |
| gewonnen finales |            |               |                          |          |         |
| geen             |            |               |                          |          |         |
| verloren finales |            |               |                          |          |         |
| 1.               | 2005-07-31 | WTA Boedapest | Anna Smashnova           | 2-6, 2-6 | details |
| 2.               | 2013-02-17 | WTA Cali      | Lara Arruabarrena Vecino | 3-6, 2-6 | details |

### WTA-finaleplaatsen dubbelspel
| nr.              | finale     | toernooi     | partner              | tegenstandsters                               | score            |         |
| ---------------- | ---------- | ------------ | -------------------- | --------------------------------------------- | ---------------- | ------- |
| gewonnen finales |            |              |                      |                                               |                  |         |
| 1.               | 2012-07-22 | WTA Båstad   | Mariana Duque Mariño | Eva Hrdinová Mervana Jugić-Salkić             | 4-6, 7-5, [10-5] | details |
| 2.               | 2013-02-17 | WTA Cali     | Mariana Duque Mariño | Florencia Molinero Teliana Pereira            | 3-6, 6-1, [10-5] | details |
| verloren finales |            |              |                      |                                               |                  |         |
| 1.               | 2013-03-02 | WTA Acapulco | Mariana Duque Mariño | Lourdes Domínguez Lino Arantxa Parra Santonja | 4-6, 6-7         | details |

## Resultaten grandslamtoernooien
| Legenda | Legenda                          |
| ------- | -------------------------------- |
| g.t.    | geen toernooi gehouden           |
| l.c.    | lagere categorie                 |
| –       | niet deelgenomen                 |
| G       | uitgeschakeld in de groepsfase   |
| 1R      | uitgeschakeld in de eerste ronde |
| 2R      | uitgeschakeld in de tweede ronde |
| 3R      | uitgeschakeld in de derde ronde  |
| 4R      | uitgeschakeld in de vierde ronde |
| KF      | uitgeschakeld in de kwartfinale  |
| HF      | uitgeschakeld in de halve finale |
| F       | de finale verloren               |
| W       | het toernooi gewonnen            |
| w-v     | winst/verlies-balans             |

### Enkelspel
| Toernooi        | 2001 |    | 2003 | 2004 | 2005 | 2006 | 2007 | 2008 |
| --------------- | ---- | -- | ---- | ---- | ---- | ---- | ---- | ---- |
| Australian Open | –    | –  | –    | 1R   | 2R   | 1R   | 2R   |      |
| Roland Garros   | 2R   | –  | 1R   | 2R   | 2R   | 2R   | 1R   |      |
| Wimbledon       | 1R   | –  | 1R   | 1R   | 1R   | 1R   | 1R   |      |
| US Open         | 1R   | 1R | 1R   | 2R   | 1R   | 1R   | –    |      |

### Vrouwendubbelspel
| Toernooi        | 2005 | 2006 | 2007 | 2008 |    | 2013 |
| --------------- | ---- | ---- | ---- | ---- | -- | ---- |
| Australian Open | –    | 2R   | 2R   | –    | –  |      |
| Roland Garros   | 2R   | 1R   | –    | 1R   | 2R |      |
| Wimbledon       | 1R   | –    | –    | 3R   | 1R |      |
| US Open         | 1R   | 2R   | –    | 1R   | –  |      |